# 贾森·盖尔斯
贾森·盖尔斯（英語：Jason Gailes，1970年3月28日—），生于马萨诸塞州，美国男子赛艇运动员。他曾代表美国参加1996年夏季奥林匹克运动会赛艇比赛，获得男子四人双桨银牌。